# نادر أبو تامر
نادر أبو تامر (بالعبرية: נאדר אבו תאמר‏) (بالإنجليزية: Nader abo Tamer ولد ب 1965) هوإعلامي وصحفي ومقدم برامج عربية في راديو مكان بالعربية، كاتب، ومترجم. عام 2008 حاز على جائزة وزير الثقافة لكتابة قصص الاطفال.

## حياته
أبو تامر من مواليد مدينة شفاعمرو في الاصل من قرية الدامون المهجرة.
أنهى الدراسة الثانوية عام 1983، عام 1986 انهي الباكالوريوس في اللغة العربية، عام 1990 انهى الماجستير في دراسة اللغة والادب العربي.
خلال فترة دراسته عمل في التصميم الغرافي في العديد من دور النشر وفي الترجمة من العبرية إلى العربية وبالعكس. شارك أيضا في الترجمة الفورية في البلاد والخارج في مئات المؤتمرات الدولية والمحلية والقطرية في شتى المواضيع العلمية والثقافية والاجتماعية والسياسية.

## حياته المهنية
انضم للعمل الإذاعي عام 1995 حيث عمل مذيعا ومراسلا ومحررا لبرامج سياسية وثقافية فكرية واجتماعية منها: «يوم جديد» «محطات» «مواقف» «جيران» و «اوراق»، ومنذ عام 2013 يقدم برنامج اجندة، برنامج اجندة هو برنامج اذاعي يرصد نبض الشارع العربي في البلاد ويعالج القضايا الحارقة التي تهم المواطن العربي في مختلف المجالات.
من بين الامور الأخرى كتب أبو تامر ما يقارب 30 قصة للاطفال، وترجم العديد من الكتب من العبرية للعربية.

## الوصلات الخارجية
موسوعة أبحاث ودراسات في الأدب الفلسطيني الحديث